# غيني زد. لابورد
غيني زد. لابورد (بالإنجليزية: Genie Z. Laborde)‏ هي كاتِبة أمريكية، ولدت في 1928.